# Улица Достоевского (Новосибирск)
Улица Достоевского — улица в Центральном районе Новосибирска. Состоит из двух отдельных частей, разделённых жилыми кварталами. Первая часть начинается от Советской улицы, далее (в восточном направлении) пересекает Красный проспект и заканчивается, примыкая к улице Мичурина. Вторая часть расположена восточнее первой на территории Ипподромского микрорайона, начинается от улицы Ольги Жилиной и заканчивается, примыкая к улице Ипподромской.

## История
Улицу назвали в честь русского писателя Фёдора Достоевского в 1908 году. Вместе с ней в этом году названия получили и другие безымянные улицы Новониколаевска (совр. Новосибирск). Из 37 улиц 21 улица была названа в честь писателей и 1 — в честь художника.

## Архитектура
- Улица Достоевского № 14 — жилой пяти- и шестиэтажный дом в стиле неоклассицизма. Построен в 1955 году. Расположен на углу Красного проспекта и улицы Достоевского. Архитектор — Н. Ф. Храненко. Памятник архитектуры регионального значения[3].

## Памятники
- Бюст Достоевского — памятник Достоевскому, открытый в 2008 году на пересечении Красного проспекта и улицы Достоевского. Скульптор — Александр Бортник[4].

## Организации
- Библиотека имени Владимира Ульянова
- Отдел геодезии и картографии

## Транспорт
Ближайшая к западной части улицы станция метро — Красный проспект на улице Гоголя, ближайшая к восточной части улицы — Маршала Покрышкина (на углу улиц Гоголя и Ольги Жилиной).